# Foguete Congreve

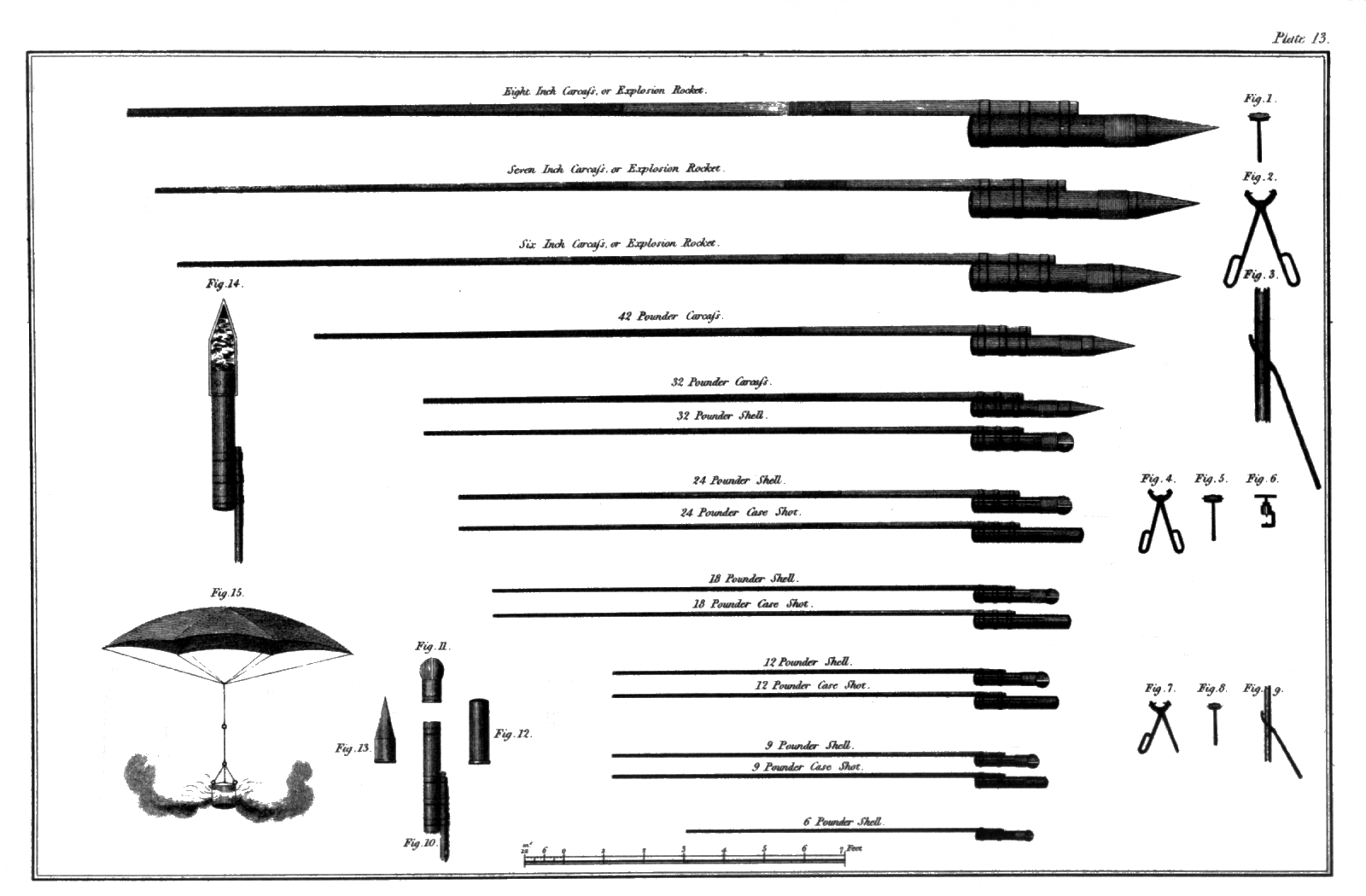
Foguetes Congreve, do trabalho original de William Congreve.

O Foguete Congreve, foi uma arma de artilharia, projetada e desenvolvida por William Congreve em 1804.

## Histórico
O foguete foi desenvolvido pelo Arsenal Real de acordo com as experiências das segundas , terceiras e quarta Guerras Anglo-Mysore . Nas guerras travadas  fez-se o uso de foguetes como uma arma. Após as guerras, vários foguetes  foram enviados para a Inglaterra, e a partir de 1801, William Congreve definido  um programa de pesquisa e desenvolvimento inglês da arma. O primeiro teste bem sucedido ocorreu em 1804, e a primeira demonstração prática ocorreu num ataque à Bolonha em 1805. Os foguetes foram usados eficazmente durante as Guerras Napoleônicas e na Guerra de 1812.[carece de fontes?]